# فرناندو ديلا سالا
فرناندو ديلا سالا (بالإسبانية: Fernando Della Sala)‏ هو لاعب كرة قدم أرجنتيني في مركز الدفاع، ولد في 6 أكتوبر 1976 في الأرجنتين. لعب مع إنتر توركو.